# Potentilla pilosa
Potentilla pilosa là loài thực vật có hoa trong họ Hoa hồng. Loài này được Willd. miêu tả khoa học đầu tiên.